# Dlhé nad Cirochou
Dlhé nad Cirochou (maďarsky Cirókahosszúmező, rusínsky Довге над Цірохов) je obec v okrese Snina v Prešovském kraji na severovýchodním Slovensku. Žije zde přibližně 1 900 obyvatel.

## Poloha
Obec leží v údolí řeky Cirochy mezi Nízkými Beskydami na severu a Vihorlatskými vrchy na jihu asi 14 km východně od Humenného.

## Historie
Obec patří k nejstarším v oblasti. První písemná zmínka o obci zvané Longo Campo (Dlhé pole) z registru papežských kolektorů o zaplacených desátcích pochází z roku 1333. Od 14. do 17. století patřila obec Drugetům, později Szirmayům, kteří zde vystavěli dodnes dochovaný barokní kaštel.

## Demografie
31. prosince 2008 žilo v obci 2057 obyvatel, z toho 1023 mužů a 1034 žen.
Vývoj populace:
- 1787 – 1236 obyvatel ve 151 domech
- 1828 – 1485 obyvatel ve 198 domech
- 2005 – 2111 obyvatel
- 2008 – 2057 obyvatel

## Kultura
Nejstarší stavbou v obci je římskokatolický kostel z roku 1510, který je zároveň nejstarší zděnou církevní stavbou západního obřadu v regionu Sniny.
Dochoval se i kaštel postavený v 18. století ve stylu francouzského baroka rodinou Szirmayů.
V lese severně od obce v tzv. Tristci se nachází lovecký zámeček z roku 1843 přestavěný na rekreační středisko.